# Marco Estrada
Marco Andrés Estrada Quinteros (ur. 28 maja 1983 w Quillota) – chilijski piłkarz występujący najczęściej na pozycji defensywnego pomocnika.

## Kariera klubowa
Estrada jest wychowankiem Evertonu z siedzibą w mieście Viña del Mar. W latach 2003–2006 rozegrał w tym zespole 65 spotkań, strzelając 1 gola. W 2007 roku został zawodnikiem stołecznego Universidadu de Chile. Z drużyną tą zdobył mistrzostwo w sezonie Apertura 2009. 1 czerwca 2010 za sumę miliona euro został sprzedany do francuskiego Montpellier HSC, z którym związał się trzyletnią umową. W sezonie 2013/2014 grał w Al-Wahda Abu Zabi, a latach 2014-2016 występował w San Luis Quillota.
| Sezon   | Klub                      | Kraj                         | Rozgrywki        | Mecze | Bramki | Rozgrywki Europy   | Mecze | Bramki |
| ------- | ------------------------- | ---------------------------- | ---------------- | ----- | ------ | ------------------ | ----- | ------ |
| 2003    | Everton Viña del Mar      | Chile                        | Primera división | 0     | 0      | -                  | -     | -      |
| 2004    | Everton Viña del Mar      | Chile                        | Primera división | 8     | 0      | -                  | -     | -      |
| 2005    | Everton Viña del Mar      | Chile                        | Primera división | 31    | 1      | -                  | -     | -      |
| 2006    | Everton Viña del Mar      | Chile                        | Primera división | 26    | 0      | -                  | -     | -      |
| 2007    | Club Universidad de Chile | Chile                        | Primera división | 29    | 2      | -                  | -     | -      |
| 2008    | Club Universidad de Chile | Chile                        | Primera división | 32    | 2      | -                  | -     | -      |
| 2009    | Club Universidad de Chile | Chile                        | Primera división | 17    | 5      | CL                 | 8     | 1      |
| 2010    | Club Universidad de Chile | Chile                        | Primera división | 8     | 2      | CL                 | 4     | 0      |
| 2010/11 | Montpellier HSC           | Francja                      | Ligue 1          | 30    | 3      | Liga Europy UEFA   | 2     | 0      |
| 2011/12 | Montpellier HSC           | Francja                      | Ligue 1          | 30    | 2      | -                  | -     | -      |
| 2012/13 | Montpellier HSC           | Francja                      | Ligue 1          | 24    | 4      | Liga Mistrzów UEFA | 5     | 0      |
| 2013/14 | Al-Wahda                  | Zjednoczone Emiraty Arabskie | UAE League       | 10    | 2      | -                  | -     | -      |
| 2014/15 | San Luis Quillota         | Chile                        | Primera división | 14    | 1      | -                  | -     | -      |
| 2015/16 | San Luis Quillota         | Chile                        | Primera división | 13    | 0      | -                  | -     | -      |

Stan na: koniec sezonu 2015/2016

## Kariera reprezentacyjna
Estrada zadebiutował w dorosłej reprezentacji Chile w 2007 roku. Wystąpił w 9 meczach kwalifikacyjnych do MŚ 2010. Obejrzał w nich 3 żółte kartki i zdobył 1 bramkę - 10 czerwca 2009 przeciwko Boliwii. Znalazł się również w szerokiej kadrze na ten mundial.

### Statystyki reprezentacyjne
| Reprezentacja | Rok  | Mecze | Gole |
| ------------- | ---- | ----- | ---- |
| Chile         | 2010 | 3     | 0    |
| Chile         | 2009 | 7     | 1    |
| Chile         | 2008 | 10    | 0    |
| Chile         | 2007 | 2     | 0    |

Ostatnia aktualizacja: 31 maja 2010.

## Sukcesy

### Klubowe
- Club Universidad de Chile
  - Primera división: 2009
- Montpellier HSC
  - Ligue 1: 2012